# Tàu cánh ngầm

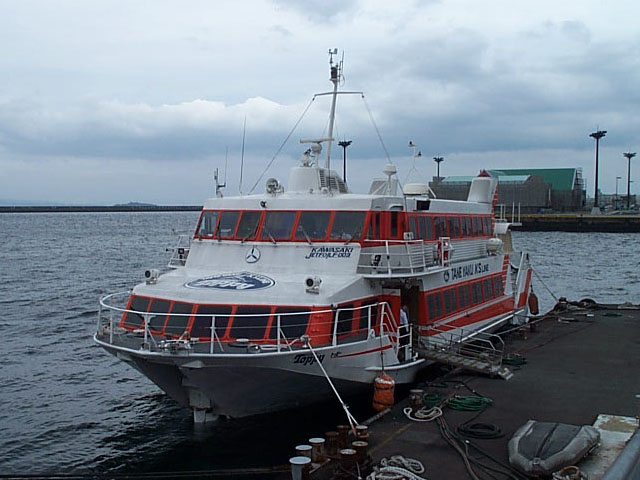
Jetfoil Toppi là một chiếc tàu nối Yakushima, Đảo Tanegashima và cảng Kagoshima tại Nhật Bản.

Tàu cánh ngầm là một chiếc tàu có cánh giống như những chiếc lá lắp trên các giằng phía dưới thân. Khi tàu tăng tốc các cánh ngầm tạo ra lực nâng nâng thân tàu lên khỏi mặt nước. Điều này giúp làm giảm rất nhiều lực cản với thân tàu và lại giúp gia tăng tốc độ.

## Thủy động lực học
Bởi nước và không khí cùng tuân theo các định luật của chất lưu, không kể tới sự khác biệt về độ nhớt và tính nén, tàu cánh ngầm và cánh tạo ra lực nâng theo những cách khác nhau (xem Cánh (cơ học chất lỏng)). Cánh được tạo hình để di chuyển nhẹ nhàng trong nước với dòng chảy nhanh hơn ở mặt trên làm áp suất giảm và nhờ thế tạo ra lực nâng trên cánh. Lực nâng nhấc thân tàu lên, làm giảm lực cản và tăng tốc độ. Lực nâng cuối cùng cân bằng với trọng lượng tàu, đạt tới một điểm mà tại đó tàu cánh ngầm không thể còn được nâng ra khỏi nước nữa, mà trở nên ổn định. Bởi lực của sóng tác động trên một diện tích nhỏ hơn của tàu cánh ngần, lực cản do rối động được giảm đáng kể.

## Cấu trúc cánh
Những chiếc tàu cánh ngầm đầu tiên sử dụng cánh hình chữ V. Các tàu cánh ngầm kiểu này được gọi là cắt bề mặt bởi các phần của tàu cánh ngầm chữ V sẽ nổi lên trên bề mặt nước khi cánh hoạt động. Một số tàu cánh ngầm hiện đại sử dụng cánh vòm chữ T hoàn toàn chìm trong nước. Cánh hoàn toàn chìm trong nước ít bị tác động bởi các hiệu ứng của sóng, và vì thế ổn định hơn và dễ chịu hơn trên biển cho thủy thủ đoàn và hành khách. Tuy nhiên, kiểu cấu hình này không tự ổn định. Góc tấn trên các tàu cánh ngầm phải được chỉnh sửa liên tục để tương ứng với các điều kiện thay đổi, một quá trình kiểm soát được các cảm biến, máy tính và các bề mặt hoạt động thực hiện.
Các tàu cánh ngầm hiện đang được áp dụng nhiều cải tiến hàng hải.

## Lịch sử

### Các nguyên mẫu

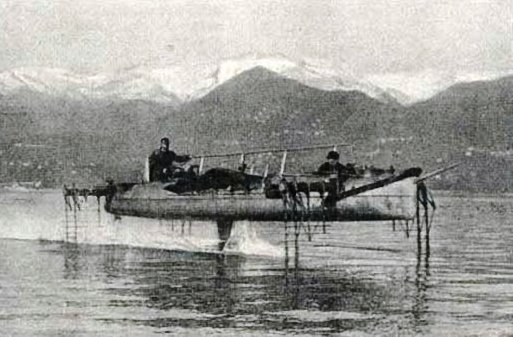
Tàu cánh ngầm Forlanini trên Hồ Maggiore, 1910.

Từ năm 1899 đến năm 1901, nhà thiết kế tàu người Anh John I Thornycroft đã làm việc trên một loạt mô hình với một thân nghiêng và một cánh hình cung duy nhất. Năm 1909 công ty của ông chế tạo một con tàu đúng tỷ lệ dài 22m, Miranda III, sử dụng động cơ 60 hp, tàu nằm trên một cánh ngầm hình cung và phần đuôi phẳng. Chiếc Miranda IV sau đó đã đạt tốc độ 35 kn.  Lưu trữ ngày 24 tháng 6 năm 2009 tại Wayback Machine.
Một bài báo vào tháng 3 năm 1906 trên tờ Scientific American của người tiên phong trong lĩnh vực tàu cánh ngầm là William E. Meacham, người Mỹ, đã giải thích các nguyên lý của tàu cánh ngầm. Alexander Graham Bell coi việc phát minh ra thủy phi cơ là một thành tựu rất đáng chú ý. Sau khi đọc bài báo này Bell bắt đầu phác thảo ra các ý tưởng của cái hiện gọi là tàu cánh ngầm. Cùng với Casey Baldwin, ông bắt đầu tiến hành thực nghiệm tàu cánh ngầm vào mùa hè năm 1908. Baldwin đã nghiên cứu công việc của nhà phát minh người Italia Enrico Forlanini và bắt đầu thử nghiệm các mô hình trên thiết kế của riêng ông. Điều này dẫn ông và Bell phát triển tàu cánh ngầm chạy trên mặt nước. Trong chuyến đi vòng quanh thế giới của Bell năm 1910-1911 ông cùng Baldwin gặp Forlanini ở Italia. Họ đã cùng đi trên chiếc tàu cánh ngầm của Forlanini trên Hồ Maggiore. Baldwin đã miêu tả đó là một chuyến đi êm ả như bay. Khi quay trở lại Baddeck một số thiết kế đã được thử nghiệm và dẫn tới chiếc HD-4. Sử dụng các động cơ Renault tốc độ tối đa 87 km/h (54 mph) đã đạt được, tăng tốc nhanh chóng, lướt dễ dàng qua sóng, dễ điều khiển và có độ ổn định tốt. Báo cáo của Bell tới Hải quân Hoa Kỳ đã cho phép ông có được hai động cơ 260 kW (350 sức ngựa). Ngày 9 tháng 9 năm 1919 chiếc HD-4 đã lập một kỷ lục tốc độ trên biển 114 km/h (70.86 mph). Kỷ lục này tồn tại trong mười năm. Một phiên bản đúng kích thước của chiếc HD-4 có trong bảo tàng tại Địa điểm Lịch sử Quốc gia Alexander Graham Bell ở Baddeck.

### Những con tàu chở khách đầu tiên
Baron von Schertel đã làm việc với các con tàu cánh ngầm trước và sau Thế chiến II tại Đức. Sau cuộc chiến, đội của Schertel bị người Nga bắt giữ. Bởi Đức không được phép chế tạo những con tàu chạy nhanh, Schertel phải sang Thuỵ Sĩ, nơi ông thành lập công ty Supramar. Năm 1952, Supramar đưa ra chiếc tàu cánh ngầm thương mại đầu tiên, PT10 "Freccia d'Oro" (Mũi tên Vàng), trên Hồ Maggiore, giữa Thuỵ Sĩ và Italia. Chiếc PT10 theo kiểu cắt bề mặt, có thể chở 32 hành khách và di chuyển với tốc độ 35kn/h. Năm 1968, Hussain Najadi một nhà ngân hàng người Bahrain, đã mua lại Supramar AG và mở rộng hoạt động của nó tới Nhật Bản, Hồng Kông, Singapore, Anh Quốc, Na Uy và Mỹ. General Dynamics của Mỹ là công ty được Supramar cấp giấy phép, và Lầu Năm Góc đã trao cho công ty này dự án nghiên cứu hải quân R&D đầu tiên về lĩnh vực supercavitation. Hãng đóng tàu Hitachi tại Osaka, Nhật Bản, là một đối tác được cấp phép khác của Supramar, cũng như nhiều công ty đóng tàu hàng đầu khác tại các nước thuộc khối OECD.
Từ năm 1952 đến năm 1971, Supramar đã thiết kế nhiều mẫu tàu cánh ngầm: PT20, PT50, PT75, PT100 và PT150. Tất cả đều theo kiểu cắt bề mặt, ngoại trừ PT150 phối hợp một cánh ngầm cắt bề mặt ở phía trước và một cánh ngầm hoàn toàn phía sau. Hơn 200 thiết kế của Supramar đã được chế tạo, hầu hết bởi Rodriquez tại Italia.
Năm 1961, SRI International đưa ra một bài nghiên cứu về "Tính khả thi kinh tế của tàu cánh ngầm chở khách thương mại ở Hoa Kỳ và nước ngoài." Lưu trữ ngày 1 tháng 3 năm 2012 tại Wayback Machine Việc sử dụng tàu cánh ngầm trong thương mại lần đầu diễn ra ở Mỹ năm 1961 khi hai chiếc tàu được North American Hydrofoils của Harry Gale Nye, Jr. đặt hàng để hoạt động trên tuyến đường từ Atlantic Highlands, New Jersey tới khu vực tài chính Hạ Manhattan. Lưu trữ ngày 28 tháng 4 năm 2010 tại Wayback Machine

### Áp dụng quân sự

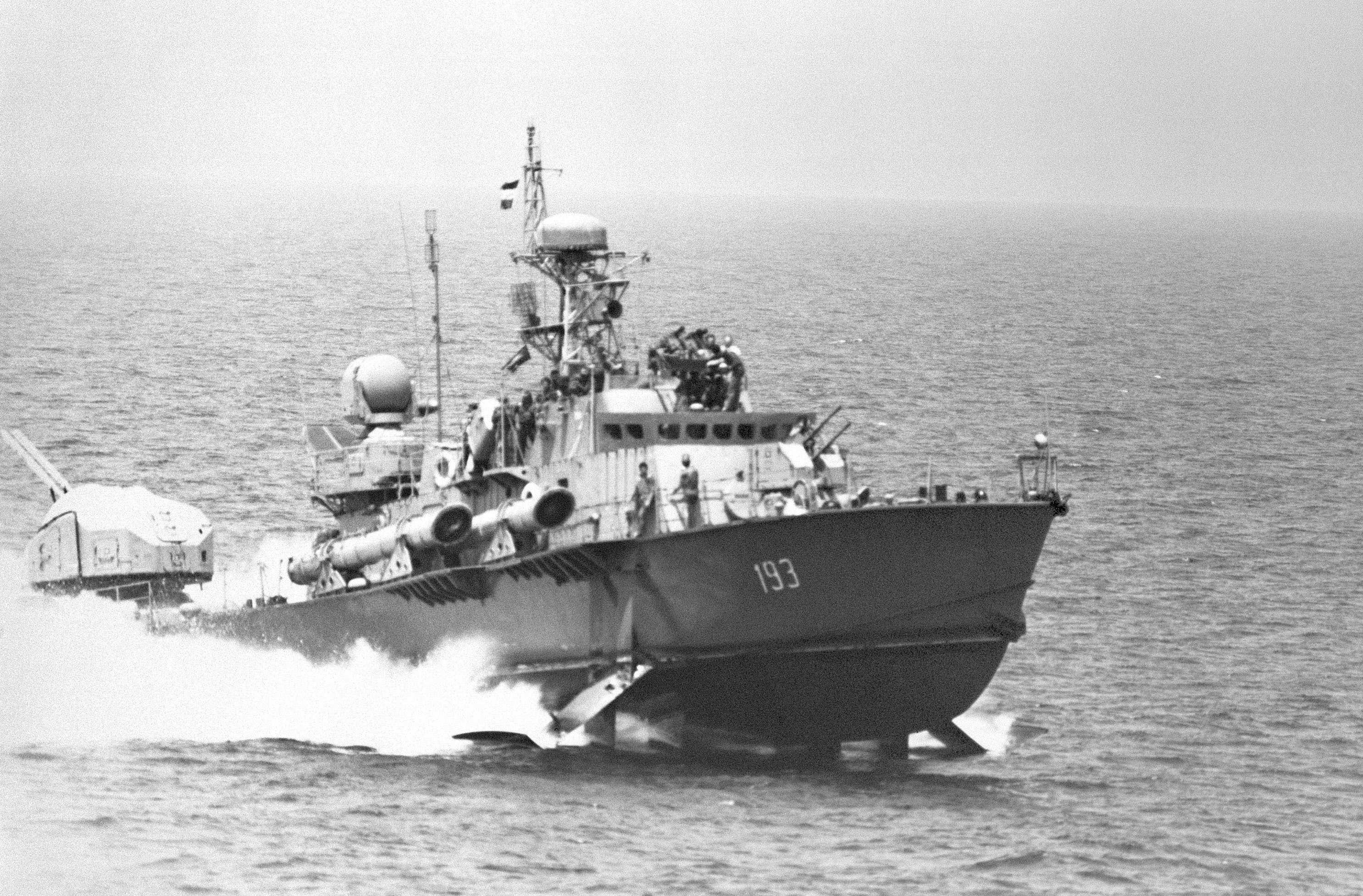
A Project 206M "Shtorm" (NATO - lớp Turya) tàu cánh ngầm tuần tra tấn công nhanh của Hải quân Cuba

Hải quân Canada đã chế tạo nhiều chiếc tàu cánh ngầm tốc độ cao chống tàu ngầm. chiếc HMCS Bras d'Or, hồi cuối những năm 1960, nhưng chương trình đã bị huỷ bỏ bởi sự thay đổi định hướng trong chiến lược ASW của hải quân Canada. Chiếc Bras d'Or là một tàu kiểu cắt bề mặt hoạt động tốt trong các cuộc thử nghiệm, đạt tới tốc độ tối đa 63kn.
Liên bang Xô viết đã thực hiện nhiều thí nghiệm tàu cánh ngầm, chế tạo các tàu cánh ngầm chạy sông và làm phà với các thiết kế khí động học, đặc biệt trong thập niên 1970 và 1980. Những chiếc tàu này gồm có kiểu Raketa (1957), tiếp đó là kiểu Meteor lớn hơn và kiểu Voskhod nhỏ hơn.
Một trong những nhà thiết kế/phát minh thành công nhất Liên Xô trong lĩnh vực này là Rostislav Alexeyev, ông được coi là người cha của tàu cánh ngầm hiện đại dựa trên thiết kế của ông năm 1950 là những chiếc tàu cánh ngầm tốc độ cao đầu tiên của thế giới.
Sau này, vào khoảng những năm 1970, Rostislav Alexeyev đi xa hơn nữa khi tạo ra chiếc Ekranoplan đầu tiên của thế giới. Người Liên Xô đã đưa nhiều chiếc tàu cánh ngầm dựa kiểu tàu tấn công nhanh vào trong hải quân của họ
- Tàu thủy lôi lớp Turya được giới thiệu năm 1972 và một số chiếc vẫn đang phục vụ
- Tàu tên lửa lớp Matka được giới thiệu những năm 1980 và vẫn đang phục vụ
- Tàu tuần tra lớp Muravey được giới thiệu những năm 1980 và vẫn đang phục vụ
- Tàu tên lửa lớp Sarancha một chiếc duy nhất được chế tạo những năm 1970

Hải quân Hoa Kỳ có nhiều tàu cánh ngầm chiến đấu, như lớp Pegasus, từ năm 1977 đến năm 1993. Những chiếc tàu cánh ngầm này có tốc độ nhanh và trang bị tốt, có khả năng tiêu diệt tất cả các tàu nổi lớn nhất. Trong vai trò ngăn chặn ma tuý của mình, chúng là ác mộng cho những kẻ buôn lậu ma tuý, chúng rất nhanh, có tên lửa và súng đủ để ngăn chặn bất cứ vật gì mà chúng không bắt được, cũng như khả năng gọi hỗ trợ của không quân.
Hải quân Italia đã sử dụng 6 tàu cánh ngầm lớp Nibbio từ cuối những năm 1970. Chúng được trang bị một súng 76 mm, hai tên lửa và có khả năng tăng tốc đến 50kn/h. Những chiếc tàu tương tự đã được sản xuất cho Lực lượng Phòng vệ Biển Nhật Bản

### Thuyền buồm và thể thao
Chiếc thuyền buồm cánh ngầm thực nghiệm của Pháp Hydroptère là kết quả của một dự án nghiên cứu liên quan tới các kỹ năng ứng dụng và kỹ thuật hiện đại. Tháng 1 năm 2007, Hydroptère đã đạt tới tốc độ tối đa 47.2 knots.
Một thiết kế thuyền kayak mới, được gọi là Flyak, có các cánh ngần nhấc thuyền kayak đủ cao để làm giảm lực cản, cho phép thuyền đạt đến tốc độ 27 km/h.
Năm 2001, xuồng cao su bơm hoi Moth cũng đã được lắp đặt cấu hình cánh ngầm căn bản (Moth Foiler).
Những người lướt sóng cũng có những ván trượt có cánh ngầm, thích hợp hơn với các con sóng lớn và có thể đi xa hơn ra ngoài khơi.

## Những chiếc tàu chở khách hiện nay
Sydney Ferries sử dụng một tàu cánh ngầm hoạt động giữa Cirular Quay và Manly. Từ năm 1967 đến năm 1991, một dịch vụ tàu cánh ngầm tốc độ cao đã hoạt động bên cạnh những chiếc phà lớn và chậm hơn. Chúng được chế tạo bởi Rodriquez Cantieri Navali  Lưu trữ ngày 21 tháng 3 năm 2009 tại Wayback Machine và các kiểu đang sử dụng trong khoảng từ PT20 tới RHS160F  Lưu trữ ngày 14 tháng 6 năm 2009 tại Wayback Machine Các tàu cánh ngầm nói chung bị coi là không đáng tin cậy, bởi các model được lựa chọn thích hợp hơn với các chuyến đi dài trái ngược với những quãng đường ngắn từ Circular Quay tới Manly.
SeaWorld San Diego (California) Adventure Park đã bắt đầu sử dụng tàu cánh ngầm ngay sau khi mở cửa. Các du khách có thể thực hiện một chuyến đi vòng quanh dài 10 phút vượt qua 4 dặm tới Mission Bay trên một hạm đội tàu cánh ngầm bề mặt nhỏ. Hoạt động này đã gặp trở ngại hồi giữa những năm 1980, bởi sự lo ngại về việc gia tăng tàu cá nhân trong Vịnh.

### Hoạt động hiện tại
Một số hãng điều hành tàu cánh ngầm hiện tại:
- TurboJET service, đưa khách với tốc độ cao vượt Pearl River Delta giữa Hong Kong và Macau trong chưa tới 1 giờ, với tốc độ trung bình 45 knots (83 km/h), chủ yếu sử dụng tàu Jetfoil của Boeing. Cũng hoạt động trên tuyến Shenzhen, Guangzhou và Kowloon. Điều hành bởi Shun Tak-China Travel Ship Management Limited.
- Cometa service giữa Nijneangarsk và Irkutsk trên Hồ Baikal.
- Cometa service giữa Vladivostok và Slavyanka.
- Meteor service giữa Saint Petersburg, Nga và Peterhof, một cung điện mùa hè của các Sa hoàng Nga.
- Meteor service giữa Saint Petersburg, Nga và Kronstadt, một thị trấn cảng được phòng thủ mạnh của Nga, nằm trên đảo Kotlin Island, gần phía đầu Vịnh Phần Lan. Nó trải dài ba mươi km phía tây Saint Petersburg.
- Các kiểu tàu cánh ngầm Meteor, Raketa và Voskhod hoạt động trên sông Volga, Don và Kama tại Nga. Cũng như trên Sông Lena và sông Amur.
- Các tàu cánh ngầm Meteor được điều hành bởi một số công ty điều hành tour tại Croatia, chủ yếu cho các tour trọn gói, nhưng cũng có một số dịch vụ theo lịch trình tới các hoàn đảo trên biển Adriatic.
- Các tàu cánh ngầm hoạt động thường xuyên trên ba hồ lớn của Italia bởi các chi nhánh của Bộ Vận tải: các tuyến phục vụ của Navigazione Lago Maggiore trên Hồ Maggiore giữa Locarno và Arona, các tuyến dịch vụ của Navigazione Lago di Como trên Hồ Como và các tuyến dịch vụ của Navigazione Lago di Garda trên Hồ Garda. Ba đơn vị tàu kiểu Rodriquez RHS150 hoạt động trên mỗi hồ, với tổng cộng chín chiếc. Navigazione Lago di Como vẫn sử dụng chiếc Rodriquez RHS70 cuối cùng đang hoạt động tại Italia.
- Những chiếc tàu cánh ngầm cũ của Nga đang được sử dụng ở miền nam Italia để kết nối các đảo của Lazio và Campania. SNAV có 5 RHS200, RHS160 và RHS150 sử dụng trên tuyến giữa Naples và hòn đảo Capri và Ischia.
- Dịch vụ tàu cánh ngầm thường xuyên từ Istanbul tới Yalova.
- Fast Flying Ferries điều hành bởi Connexxion, cung cấp dịch vụ vận tải công cộng thường xuyên trên Kênh Biển Bắc giữa Amsterdam Central Station và Velsen-Zuid ở Hà Lan, sử dụng các tàu cánh ngầm Voskhod 2M.
- Hellenic Seaways điều hành dịch vụ Flying Dolphins của họ trên nhiều tuyến đường tại biển Aegean, giữa đảo Cycladic, các đảo Vịnh Saronic như Aegina và Poros và Athens.
- Các tàu cánh ngầm kiểu Meteor (2), Polesye (4) và Voskhod (3) hoạt động tại Hungary. MAHART PassNave Ltd. điều hành những tuyến tàu cánh ngầm cố định giữa Budapest, Bratislava và Viên, những tuyến nội địa giữa Budapest và Danube Bend, và tới Komárom, Solt, Kalocsa và Mohács.
- Những chiếc tàu cánh ngầm Nga kiểu Kometa hoạt động trên Bờ Biển Đen Bulgaria nối Varna, Nesebar, Burgas, Sozopol, Primorsko, và Tsarevo, và các model Raketa và Meteor phục vụ trên các cảng sông Danube của Bungaria giữa Rousse và Vidin. Cả hai dịch vụ đều bị ngừng hồi giữa những năm 1990 nhưng có thể được mở cửa trở lại.
- "Công ty Greenline của Việt Nam có các chuyến tàu hàng giờ giữa Thành phố Hồ Chí Minh, Vũng Tàu và Côn Đảo. Các tuyến tàu cánh ngầm sử dụng tàu kiểu Meteor của Nga cũng hoạt động giữa Hải Phòng, Hạ Long và Móng Cái ở miền bắc Việt Nam, Phan Thiết và Đảo Phú Quý và giữa Rạch Giá và Đảo Phú Quốc ở phía nam.
- Dịch vụ giữa Busan, Hàn Quốc và Fukuoka, Nhật Bản được điều hành bởi hai công ty. Người Nhật JR Kyūshū Jet Ferry sử dụng chiếc Beetle năm lần một ngày. Phía Hàn Quốc Miraejet sử dụng chiếc Kobee ba tới bốn lần một ngày. Tất cả tàu của họ đều là Boeing 929.
- Tới tháng 2 năm 2008, tất cả các tuyến thương mại tại Nhật đều sử dụng Boeing 929. Các tuyến gồm:
  - Sado Kisen hoạt động trên tuyến giữa Sado và Niigata.
  - Tōkai Kisen điều hành Seven Island, chạy giữa Tokyo và Izu Islands, qua Tateyama hay Yokosuka. Các điểm đến gồm Izu Ōshima, Toshima, Niijima, Shikinejima, và Kōzushima. Những chiếc tàu đó cũng nối Atami với Izu Ōshima.
  - Kyūshū Yūsen điều hành tuyến giữa Fukuoka, Iki, và hai cảng Tsushima.
  - Kyūshū Shōsen điều hành tuyến giữa Nagasaki và hai Gotō Islands, gọi là Fukuejima và Nakadōrijima.
  - Kagoshima Shōsen và Cosmo Line điều hành nhiều tuyến giữa Kagoshima và Tanegashima hay Yakushima.

## Gallery

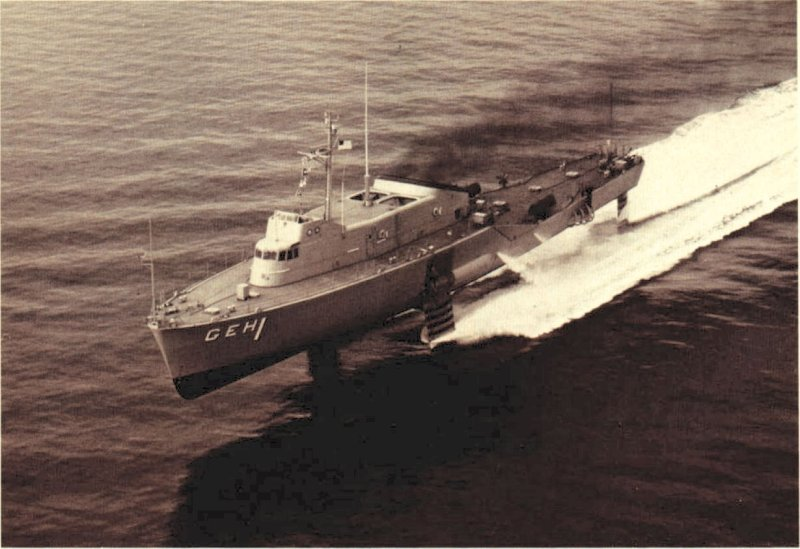
The USS Plainview (AGEH–1), ở thời của nó, từng là chiếc tàu cánh ngầm lớn nhất thế giới; nó cũng là chiếc tàu cánh ngầm nghiên cứu đầu tiên của Hải quân Mỹ.
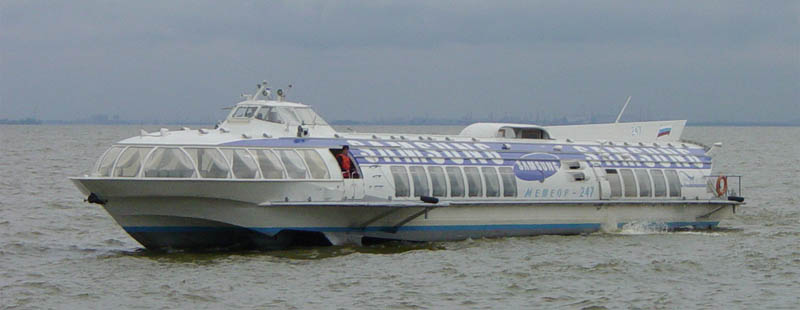
Tại Nga, một chiếc Meteor ở gần Peterhof đang chuẩn bị vượt Vịnh Phần Lan tới Cung điện mùa Đông ở Saint Petersburg.
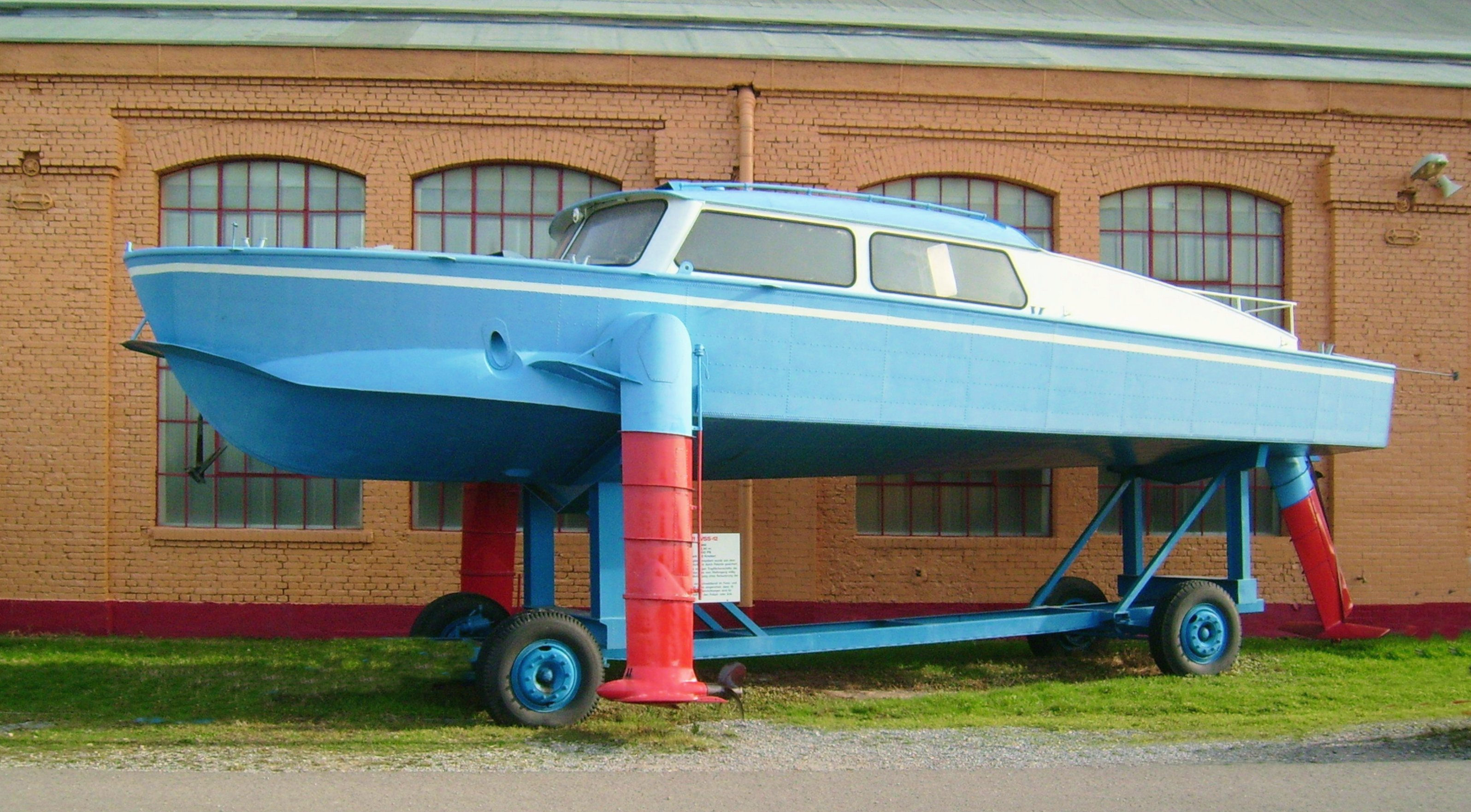
WSS-12 từ Friedrich H. Wendel
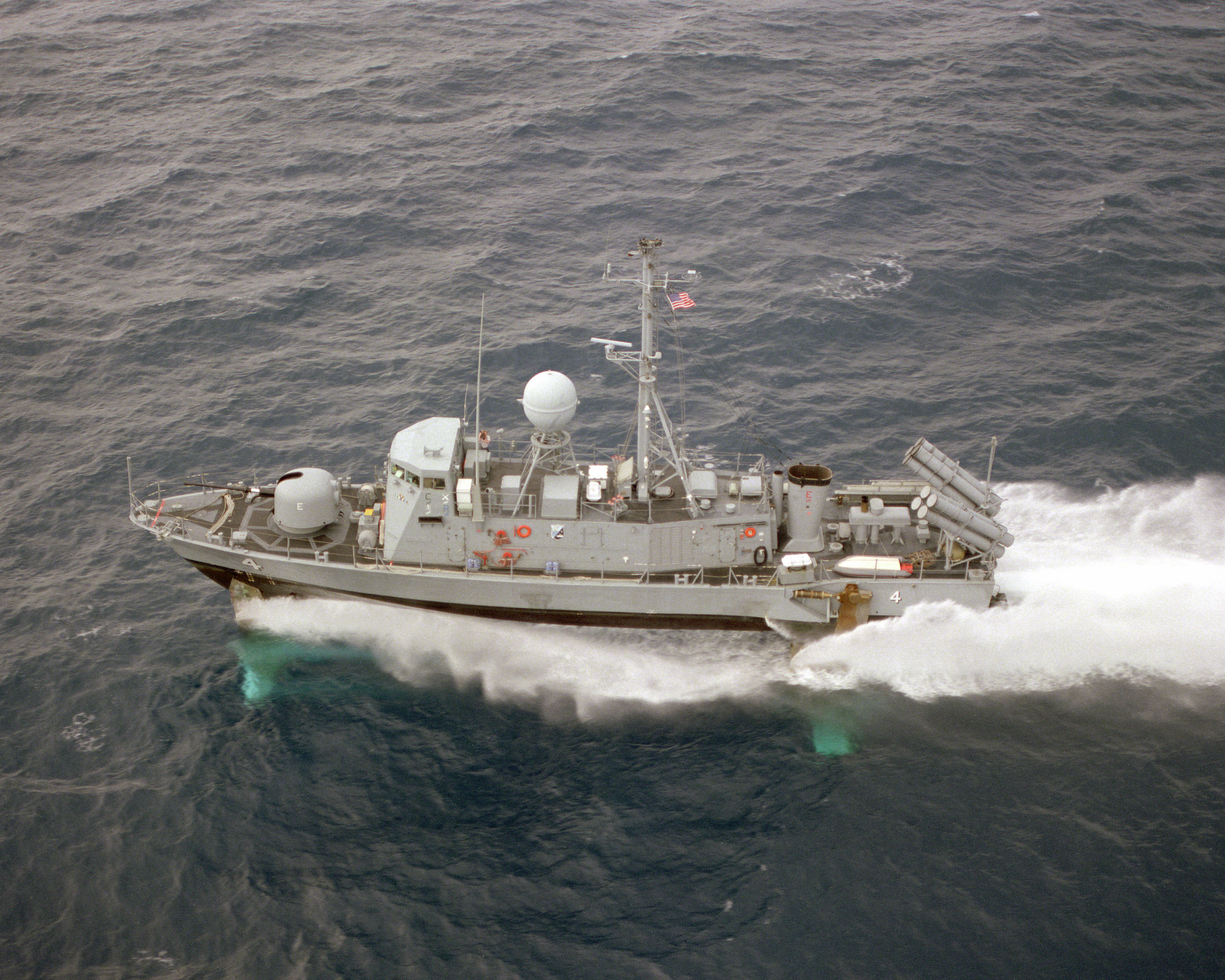
USS Aquila, một tàu cánh ngầm quân sự. Các cánh chữ T có thể nhìn thấy ngay dưới mặt nước.
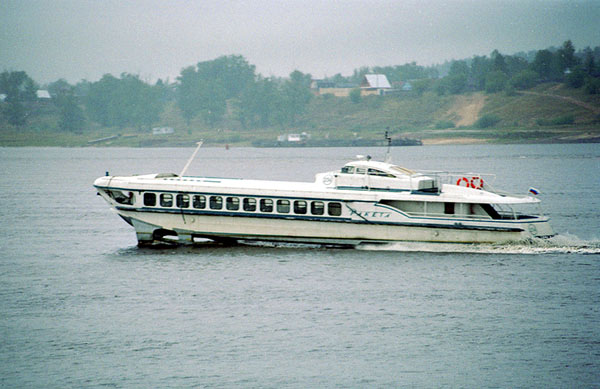
Raketa trên sông Volga (2004).
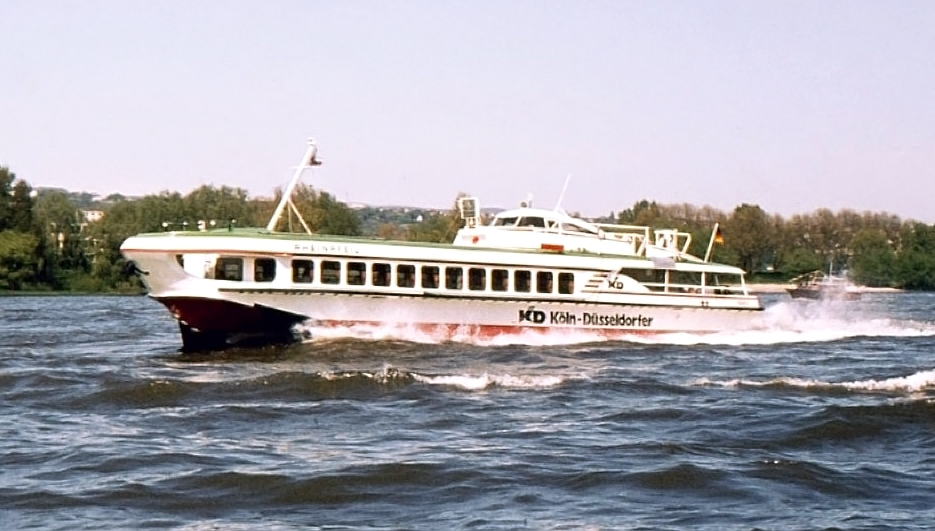
Raketa "Rheinpfeil" trên sông Rhine ở Đức, 1986.
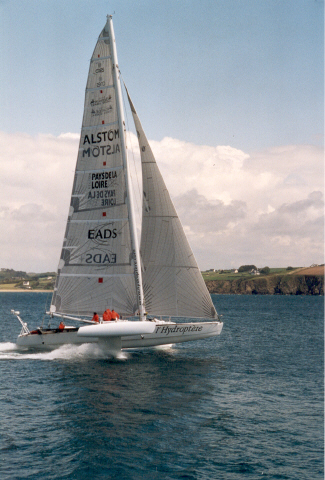
Thuyền buồm cánh ngầm thực nghiệm Hydroptère
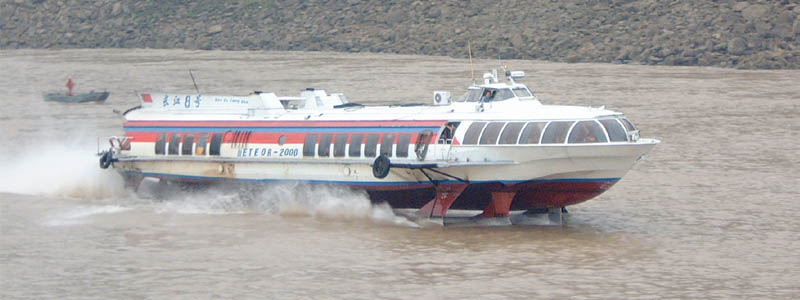
Một chiếc Meteor tại Trung Quốc trên sông Dương Tử, chạy xuôi dòng trên các cánh ngầm.
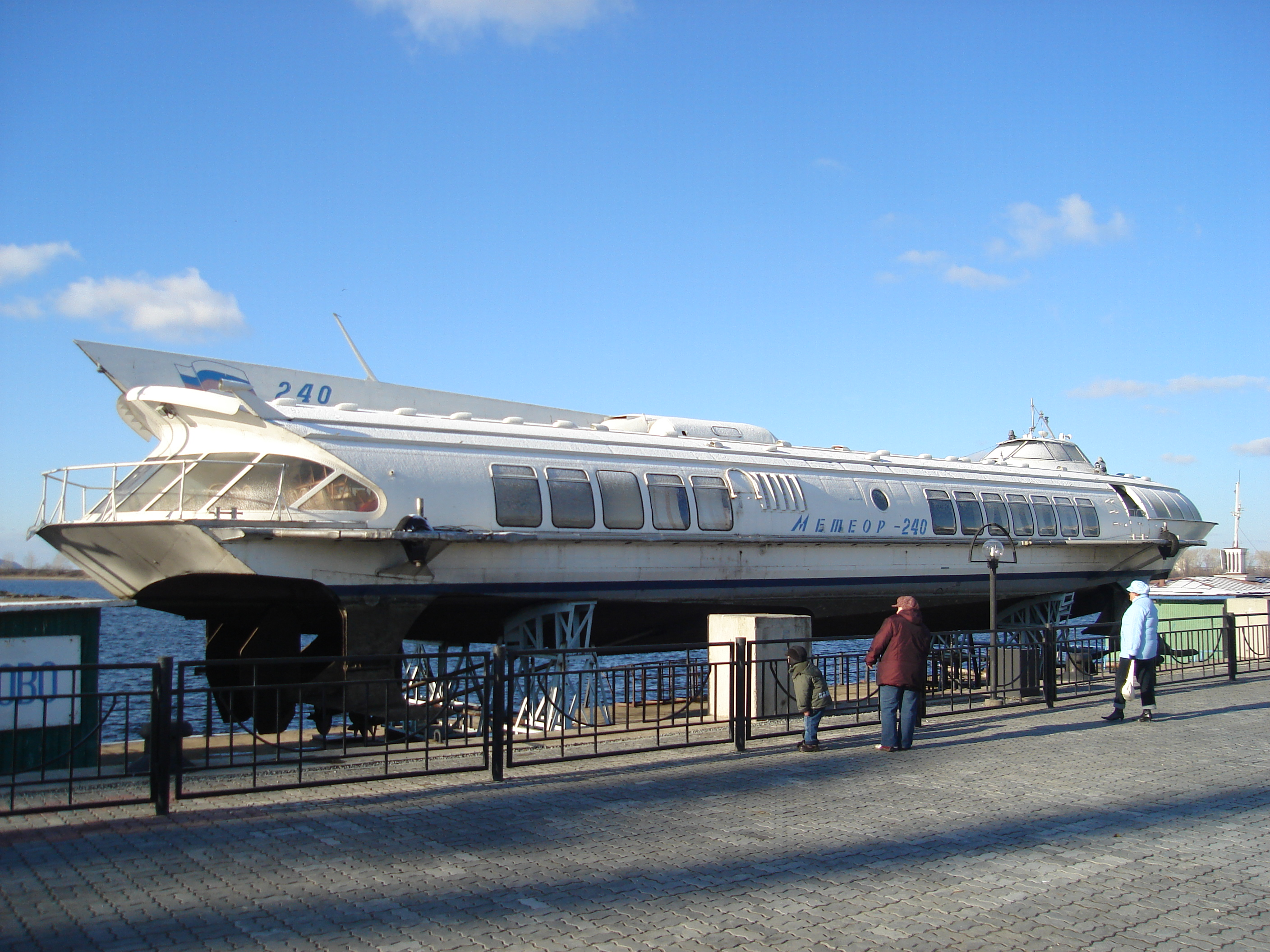
Một chiếc Metoer trên sông Volga đang chuẩn bị trải qua mùa đông ở Kazan, Tatarstan, Nga. Tại các nước khi mặt sông đóng băng vào mùa đông, các tàu cánh ngầm thường được đưa khỏi nước bởi băng có thể làm hỏng các cánh ngầm.
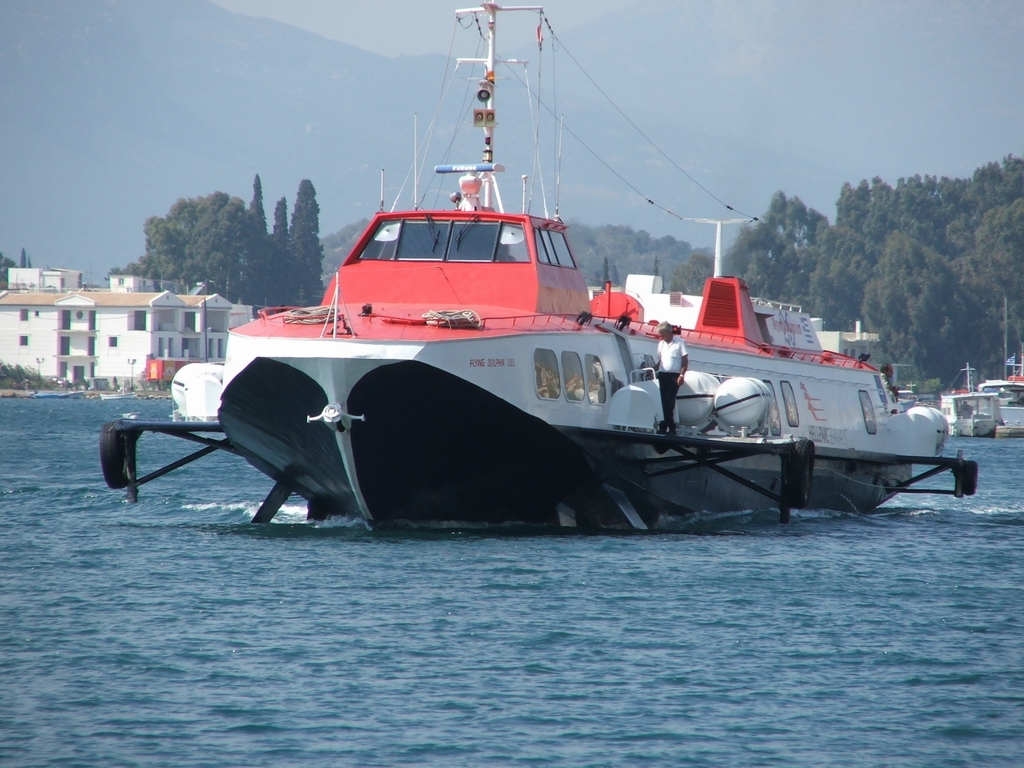
Hellenic Seaways hydrofoil No.29 tại Poros ở Vịnh Saronic, tháng 9 năm 2005.
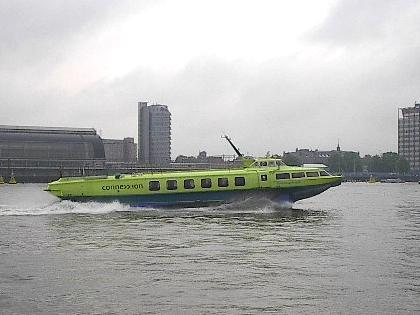
Connexxion/Fast Flying Ferries Voskhod-2M rời cảng Amsterdam, tháng 1 năm 2007.
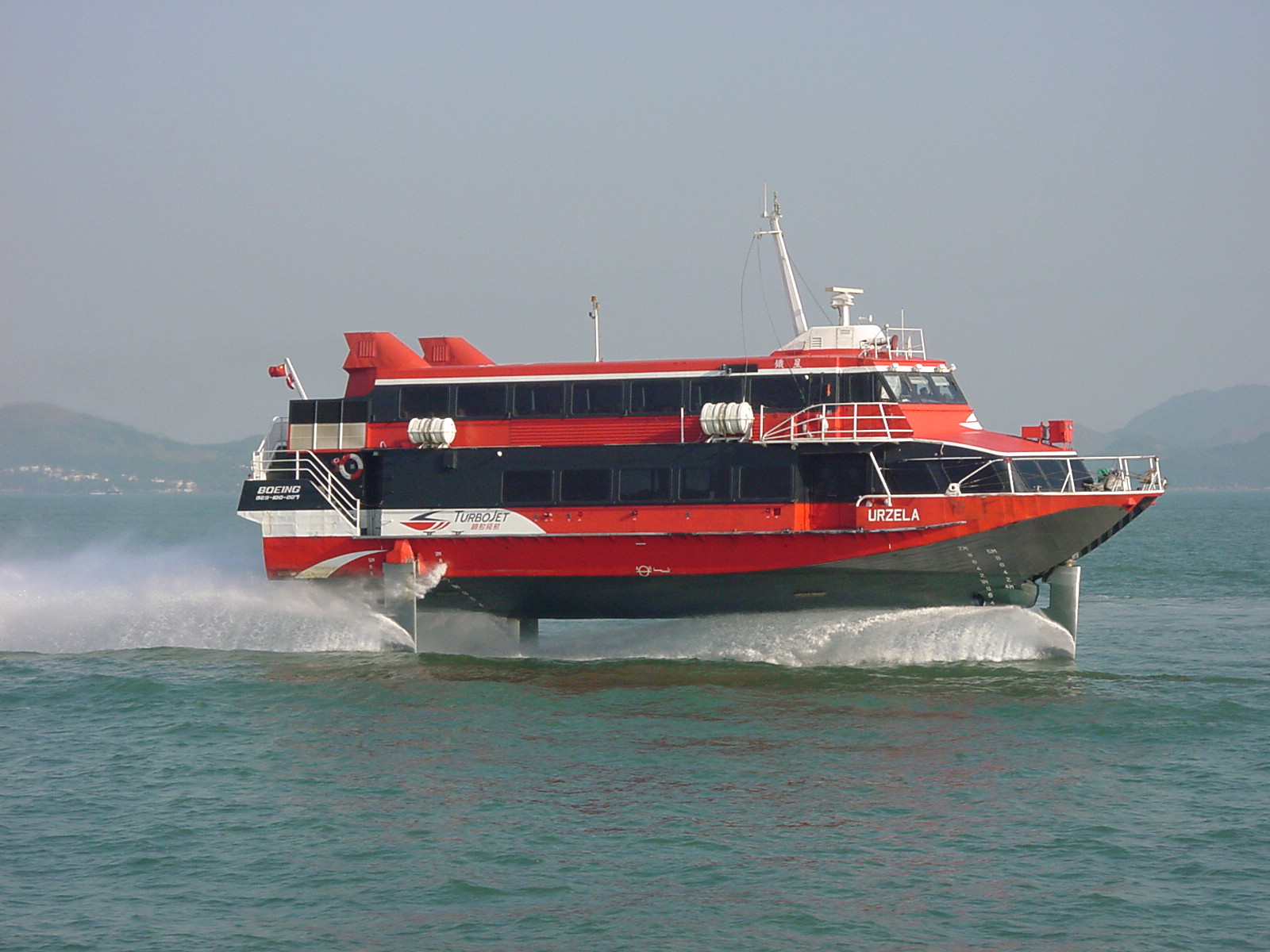
Tàu cánh ngầm Urzela JetFoil của Boeing của TurboJET